# M41 Walker Bulldog
O M41 Walker Bulldog (designação americana: 76-mm gun, tank, M41) é um carro de combate leve fabricado nos Estados Unidos, desenvolvido para emprego em reconhecimento. Essa viatura foi produzida pela Cadillac entre 1951 até 1954 e adquirido pelo Exército dos Estados Unidos (US Army) como um substituto para a frota de carros de combate M24 Chaffee. Apesar de ser projetado como uma viatura de reconhecimento, seu peso e armamento o fez efetivo para apoio aproximado para infantaria e para desdobramentos aeromóveis rápidos. Após entrar em serviço pelos Estados Unidos, todos os M41 receberam a designação de Little Bulldog (Pequeno Bulldog), e subsequentemente, Walker Bulldog (Bulldog de Walker), como homenagem ao General Walton Walker, morto em um acidente de Jeep na Coreia, em 1950. O M41 foi o primeiro carro de combate americano pós-guerra a entrar em serviço em outros países, sendo exportado em números consideráveis pelos Estados Unidos, particularmente para a Ásia.
O desenvolvimento do M41 foi lento até o estopim da Guerra da Coréia, quando a US Army renovou demandas por mais carros de combate, o que resultou que o M41 fosse posto apressadamente em produção. A aceleração de sua produção gerou problemas técnicos, nas quais, junto da diminutas dimensões de seu interior, deu o carro de combate uma reputação medíocre com as tripulações americanas. Ele também foi considerado muito grande em comparação com o Chaffee para ações de reconhecimento. Orçamento para o programa do M41 foi cortado quando se começou a dar mais ênfase ao desenvolvimento de carros de combate principais, como o M47 Patton. A Cadillac cessou a produção do M41 no final de 1954. O M41 foi substituído pelo M551 Sheridan durante os anos 60.

## Desenvolvimento
Começando em 1946, o Exército dos Estados Unidos comissionou um projeto para a substituição do carro de combate leve M24 Chaffee no emprego de reconhecimento. Para propósitos preliminares, estes carros de combate hipotéticos seriam designados T37. Porém, na sequência da Segunda Guerra Mundial, maioria dos programas de desenvolvimento de blindados sofreram com a falta de ímpeto e orçamento inadequado. O conceito do T37 ficou inviável até 1949, quando três protótipos diferentes foram produzidos. O segundo protótipo dos três, o T37 Phase Two (Fase Dois), foi selecionado para mais testes e recebeu uma designação única, o T41. Ao final, o modelo de pré-produção foi designado como T41E1 pela US Army.
O T41E1 foi previsto como um carro de combate leve altamente móvel, capaz de operar em ações de reconhecimento e ser suficientemente bem armado para engajar carros de combate médios soviéticos, se necessário. Essas viaturas deveriam utilizar peças já existentes no mercado automotivo e componentes normais em viaturas militares norte-americanas, além de incorporar um chassis capaz de ser convertido para uma variedade de empregos especializados. Por exemplo, o requerimento da US Army exigia não somente um carro de combate leve, como também uma plataforma anti-aérea e uma viatura blindada de transporte de pessoal baseada no mesmo chassis. Uma planta propulsora havia sido pré-selecionada para qualquer um dos veículos escolhidos: um motor Lycoming ou Continental, a gasolina, 6-cil, refrigerado a ar. Isso fez o T41E1 um dos primeiros carros de combate americanos a ser projetado em volta de um motor preexistente, ao invés de ser construído antes e depois ter um motor escolhido. Pesando pouco mais de 23.500 kg, o T41E1 era muito pesado e poderia ser classificado como um carro de combate médio por volta de cinco anos depois, não sendo mais considerado adequado para frequentes operações aeromóveis.

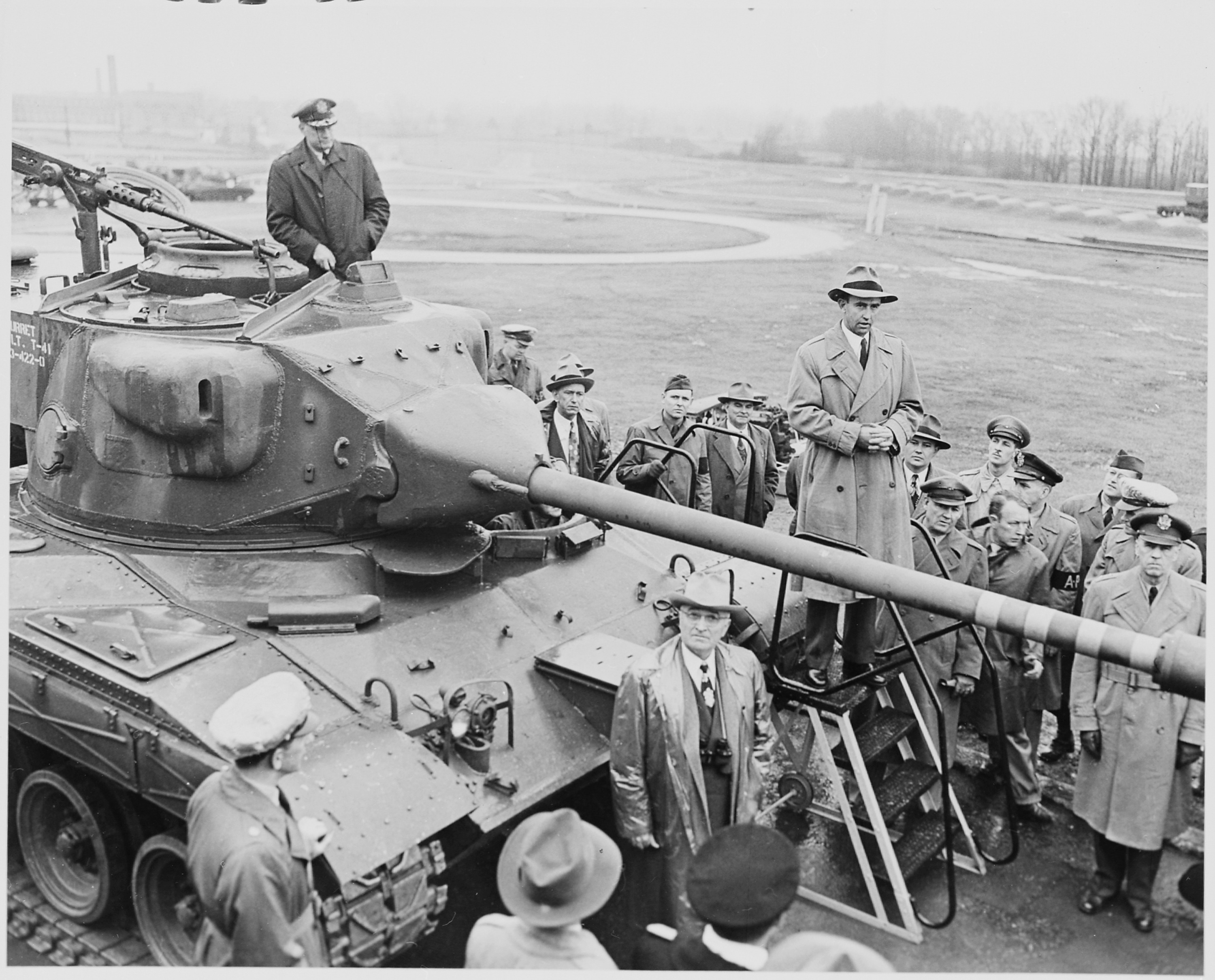
O presidente americano Harry Truman com o protótipo do T41 em visita ao Campo de Provas de Aberdeen

O Exército encomendou o T41 por volta de agosto de 1950. O carro de combate foi designado como Walker Bulldog (Bulldog de Walker), como homenagem ao General Walton Walker - morto em um acidente de Jeep na Coreia - durante uma demonstração para o presidente estadunidense Harry Truman no Campo de Provas de Aberdeen em fevereiro de 1951.
A produção em série foi atrasada devido a dificuldades técnicas por causa da decisão de incorporar um telêmetro integral diretamente na torre. O senso de urgência foi renovado com o estopim da Guerra da Coréia e a renovação de demandas por novas viaturas blindadas pela US Army fizeram a produção ser iniciada as pressas em meados de 1951. O ciclo de produção apressado levou a inúmeras modificações durante a produção. A Cadillac adaptou um armazém em Cleveland em agosto de 1950 e começou a equipar o local para a produção do Walker Bulldog e de outras viaturas de combate, mais especificamente o M42 Duster. A planta, empregando 3.700 pessoas, entregou o primeiro M41 de produção em março de 1951. Os primeiros oito Bulldogs foram entregues à US Army em julho.
Em março de 1952, mais de 900 M41 foram construídos. Estas viaturas entraram em serviço tarde demais para serem operadas durante a Guerra da Coréia, porém, foram enviadas para a região logo após o fim dos combates. Aproximadamente 1.802 viaturas foram construídas, porém, destes, vários sofreram uma pletora de problemas técnicos devido a produção apressada, com uma segunda variante, o M41A1, sendo posta em serviço para corrigir estes problemas. Quase 4.000 mudanças de desenho foram requeridas pela US Army entre julho de 1951 e julho de 1952. Aprovação para o tipo entrar em serviço em unidades regulares do Exército foi negado em dezembro de 1952, quando outra variante foi introduzida. Outras 1.631 unidades do M41 foram estocadas no Ordnance Corps Depot em Lima, Ohio, até que suas deficiências fossem corrigidas.
O M41A1 foi posteriormente substituído pelo M41A2 e pelo M41A3, nos quais tinham a vantagem de contar com maior caixas de armazenamento de munição, canhão e torre simplificadas. Apesar dessas melhorias, o M41 não se provou especialmente popular no serviço norte americano. Tripulantes da torre constantemente reclamavam da falta de espaço do interior. Unidades de reconhecimento criticavam a altura e tamanho da viatura, o que reduzia a habilidade de operar discretamente em ações de reconhecimento, e, apesar da intenção de emprego em ações aeromóveis, seu peso fazia-o imprático para tais ações. Isso levou ao desenvolvimento do M551 Sheridan, no qual foi projetado para ações aeromóveis, na qual o baixo peso é considerado um fator chave. A produção do M41 cessou no final de 1954, com a US Army dando ênfase ao desenvolvimento de carros de combate principais como o M47 Patton. Já em meados de 1952, o governo dos EUA ficou tão desiludido com as deficiências percebidas do M41 que recomendou que o processo de aquisição do M41 fosse encerrado e o projeto de desenvolvimento de um novo carro de combate leve fosse iniciado, porém, o General J. Lawton Collins, na época Chefe do Estado Maior do Exército, argumentou com sucesso para que as encomendas existentes fossem atendidas.
Com a introdução de novos carros de combate principais soviéticos, mais bem blindados e armados, o M41 já não era mais considerado apto para o serviço militar em linha de frente, sendo substituído pelo mais leve e mais bem armado M551 Sheridan no final dos anos 60. Muitos M41 de segunda mão foram reformados e posteriormente vendidos ou doados para aliados dos EUA, como o Brasil, Japão e Vietnã do Sul.

### Viaturas derivadas
Quando o M41 entrou em produção, não era considerado economicamente viável construir um carro de combate com chassis único. A US Army queria que o M41 tivesse uma série de viaturas de apoio produzidas com o mesmo chassis, casco, motor, lagartas e a maior quantidade possível de componentes automotivos semelhantes para simplificar a logística. A Cadillac, nesse sentido, produziu a viatura antiaérea M42 Duster, os obuseiros autopropulsados M44 e M52 e a viatura blindada de transporte de pessoal (VBTP) M75, todas baseadas no chassis e planta propulsora do M41. O processo de aquisição para estas viaturas era arriscado, pois, ao contrário do M41, nenhuma delas contou com um protótipo para testes, sendo lançado diretamente em produção. Em janeiro de 1951, sob intensa pressão para atingir os requerimentos da US Army, representantes da Army Ordnance Corps concordaram em aprovar as variantes antiaérea, obuseiros autopropulsados e o VBTP para produção com "total conhecimento que fazê-lo contaria com riscos inerentes envolvidos em dispensar testes completos e avaliações". Problemas técnicos encontrados nas viaturas, somados aos problemas inerentes do M41, levaram à US Army adotar somente o M75 em grandes quantidades.

## Descrição

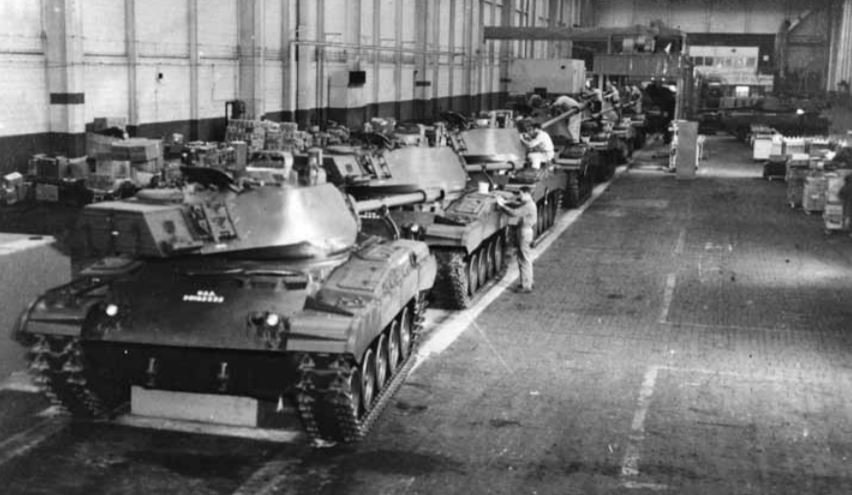
M41 sendo produzido nas instalações da Cadillac em Cleveland

O casco do M41 é construído em aço soldado, com o compartimento do motorista posicionado na frontal esquerda da viatura. O compartimento do motorista pode ser acessado por uma escotilha. Quando a escotilha é fechada, a viatura pode ser dirigida por blocos de visada montados a frente do assento do motorista, além de um na esquerda. Normalmente, não há aparelhos de visão noturna para o motorista, porém, em alguns modelos, um holofote infravermelho pode ser montado externamente ou os periscópios diurnos podem ser trocados por periscópios infravermelhos. Uma escotilha de fuga é encontrada abaixo do compartimento do motorista.
O compartimento do motor fica na traseira da viatura e é isolado do restante dos compartimentos por uma parede corta-fogo. A transmissão cross-drive Allison CD-500-3 é localizada nesse compartimento, imediatamente atrás do motor, e inclui uma relação de marcha à frente e uma à ré. Todas os M41 contam com um sistema de suspensão por barra de torção, na qual apoia cinco rodas de apoio, com a polia motora atrás e a polia tensora à frente, além de três rodetes. A primeira, terceira e quinta rodas de apoio contam com amortecedores hidráulicos. Apesar do M41 não ser considerado anfíbio, ele era projetado para atravessar vaus de até 1 m de profundidade sem preparação, porém, com preparação, pode se atravessar vaus de até 2.44 m de profundidade. O casco conta com bombas de porão elétricas.
A torre padrão do M41 era construída em aço fundido e soldado, além de ser equipado com uma cesta de torre. No compartimento de combate, o comandante e o atirador sentam na direita da torre, e o auxiliar do atirador senta na esquerda da torre. O giro da torre é apoiado por motores elétricos e hidráulicos, podendo girar 360º em 10 segundos. O comandante conta com um periscópio diurno e cinco blocos de visada na torreta do comandante; que também contava com uma escotilha aberta para frente. Tanto o atirador quanto o auxiliar do atirador também contam com periscópios. Em alguns modelos, também há um compartimento de armazenamento soldada atrás da torre e um ventilador no teto do compartimento de combate.
O M41 tem uma couraça frontal bastante distinta, porém, pode ser identificada pelos grandes tubos de escapamento a cada lado do casco superior traseiro. Ambos os lados da torre são verticais e ligeiramente inclinados. Outras características que podem identificar o M41 é a caixa de armazenamento atrás da torre, a torreta do comandante na direita da torre e o freio do boca e eliminador de alma no tubo do canhão.

### Armamento e Munição
O M41 inicial contava com o canhão de 76mm M32/T91E3, porém, M41A1, A2 e A3 contam com um canhão de 76mm M32A1, podendo disparar autoexplosiva (HE), perfurante de blindagem (AP) ou perfurante de blindagem, alta velocidade (HVAP). Em 1982, a AAI Corporation anunciou que havia desenvolvido uma munição perfurante de blindagem com calços descartáveis estabilizada por aletas (APFSDS) para os canhões M32 e M32A1, o que aumentou muito a letalidade do canhão M32. Tanto a Dinamarca quanto Taiwan adquiriram quantidades desconhecidas dessa munição para seus M41.
Todas as versões originais contavam com uma metralhadora coaxial Browning M1919, em calibre .30-06 Springfield, montada a esquerda do canhão e, adicionalmente, era montada uma metralhadora Browining M2HB, em calibre 12,7×99mm NATO, em um reparo em cima da torre. O canhão de 76mm tem a elevação máxima de +19,75° e uma depressão de -9,75°. Ele utiliza uma culatra vertical e um mecanismo de percussão por mola. Para prevenir sobrepressão e auxiliar a absorver parte do recuo, o canhão é equipado com um eliminador de alma, um freio de boca e um mecanismo de recuo hidráulico. A pontaria é feita manualmente e conduzida pelo atirador, via uma luneta telescópica M97A1. O alcance máximo do canhão é estimado em 4.752 m.

## História operacional

### África do Sul
Durante os meados para o final dos anos 70, a possível presença de carros de combate M41 na Força de Defesa da África do Sul (SADF) despertou interesse internacional, especialmente após reportagens sugerirem que estas viaturas haviam sido empregadas na Operação Savana, uma controversa incursão sul-africana em Angola, em 1975. Em 1977, um economista chamado Sean Gervasi, no Centro Fernand Braudel, alegou que a SADF contava com 100 carros de combate M41. Números semelhantes foram posteriormente repetidos em uma variedade de livros e fontes acadêmicas.
Como um embargo voluntário de armas foi imposto à África do Sul devido à aprovação da Resolução 181 do Conselho de Segurança das Nações Unidas, Gervasi foi convidado para testemunhar suas alegações à Câmara dos Representantes dos Estados Unidos, na qual tem um subcomitê em relações africanas. De acordo com as minutas da discussão, a entrega de um M41 para a África do Sul foi reconhecida pelo Departamento de Estado, presumivelmente para fins de avaliação, porém, isso aconteceu nos anos 50, antes do embargo de armas. O diretor do Gabinete de Assuntos Interafricanos do Departamento de Estado, William H. Lewis, desmascarou as alegações de Gervasi de que os EUA haviam fornecido à África do Sul um grande estoque de carros de combate.
Ainda em 1982, o governo angolano continuou a fazer alegações infundadas de que carros de combate M41 estavam sendo utilizados nas incursões sul-africanas em Angola.

### Alemanha Ocidental

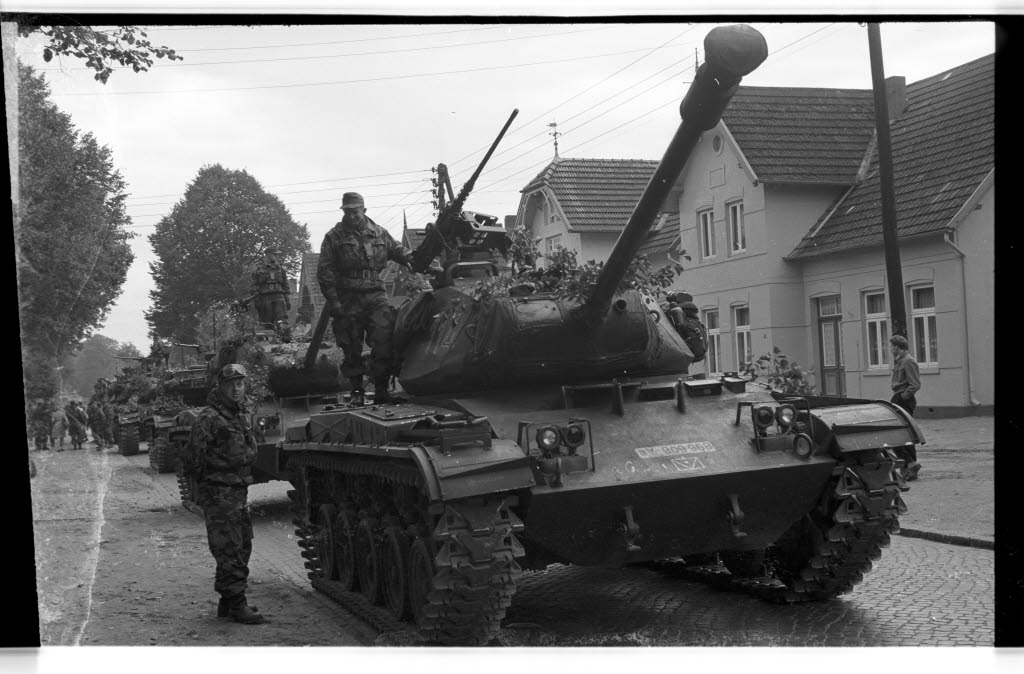
Viaturas M41 durante a Manobra Südwind, em 1957

O M41 foi o primeiro carro de combate do pós-guerra a ser adotado pela Bundeswehr após sua formação em 1955. No serviço alemão, ele foi primariamente utilizado no emprego de reconhecimento. Cada divisão da Bundeswehr era organizada com um batalhão de reconhecimento blindado formado por uma companhia de M41 e duas de viaturas blindadas de reconhecimento Schützenpanzer SPz 11-2 Kurz. O conceito de carros de combate leves se provou impopular na Bundeswehr e, por volta de 1966, todos os M41 foram retirados de serviço, sendo substituídas por carros de combate principais M48 Patton e Leopard 1 em seus batalhões de reconhecimento blindado. Adicionalmente, o M41 foi utilizado na função de caça-tanques até 1969, inicialmente em batalhões de caça-tanques divisionais e, mais tarde, em pelotões de caça-tanques de uma companhia pesada ou batalhão de infantaria mecanizada.

### Argentina
Durante o início dos anos 60, a Argentina recebeu cinco M41 em empréstimo permanente dos Estados Unidos. Os termos de transferência continuam desconhecidos, porém, mesmo com as viaturas entrando em serviço pelo Exército Argentino, os cinco carros de combate ainda erma listados como propriedade do governo americano. As viaturas fizeram sua primeira aparição em um desfile militar em Buenos Aires, após a Revolução Argentina de 1966. Após a deterioração das relações diplomáticas com os EUA, os comandantes argentinos retornaram as viaturas para sua origem. Os M41 foram substituídos no serviço argentino pelo carro de combate leve francês AMX-13, e propostas pela compra ou empréstimo de mais viaturas M41 dos EUA foram permanentemente engavetadas.

### Brasil

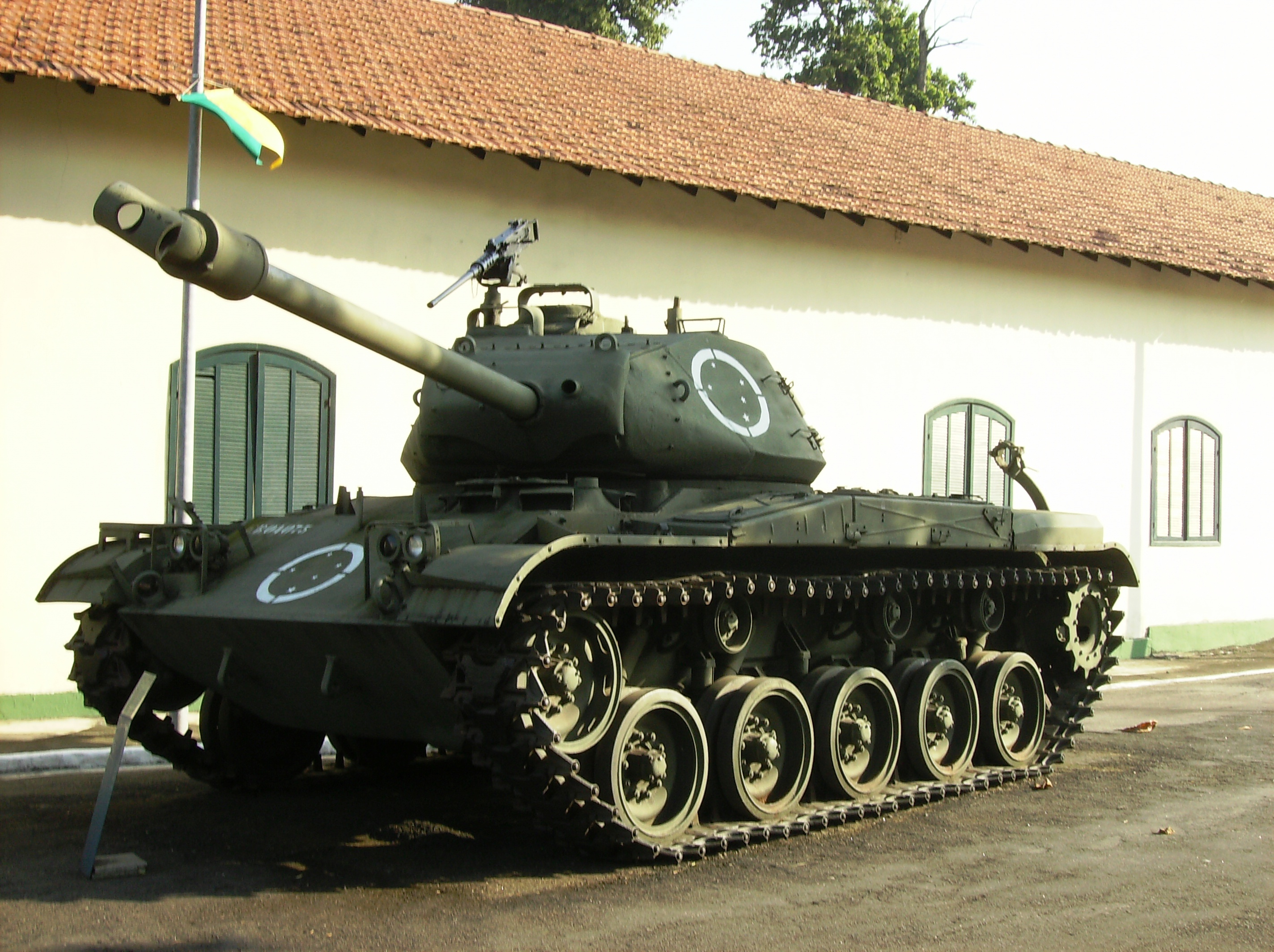
Um M41A1 no Museu Conde de Linhares, no Rio de Janeiro

Devido ao Programa de Ajuda Militar, as forças armadas brasileiras tinham grande facilidade em obter material bélico americano. Em agosto de 1960, os M41 chegaram ao Brasil, que operava os carros de combate M3 Stuart, M3 Lee, já considerados obsoletos durante a Segunda Guerra Mundial, e os M4 Sherman, também protagonista do conflito mundial. Um dos principais veículos blindados importados pelo programa foi o M41. As primeiras 50 unidades foram recebidas em Agosto de 1960. No total, 368 unidades do M41A1 e do M41A3 foram recebidas, tornando o veículo o principal carro de combate do Brasil, até 1994 com a chegada de um lote de carros M60A3 TTS americanos.

#### Modernização brasileira
Com objetivo de nacionalizar os componentes e resolver algumas deficiências do veículo, em 1978, foi iniciado um programa de modernização. Este programa foi realizado em conjunto pelo Centro Tecnológico do Exército e a empresa Bernardini. O programa pretendia tornar o veículo mais confiável, com manutenção nacionalizada, aumentar seu poder de fogo e seu raio de ação.
Estas modificações foram: a troca do motor Continental AOS 895-3 dos M41A1 e AOS 895-5 dos M41A3, ambos movidos a gasolina, pelo motor Scania DS14, a diesel, fabricado no Brasil e o alongamento da seção traseira do casco do veículo, para a acomodação do novo motor. Este blindado foi designado M41B. As modificações também trouxeram vários problemas ao blindado. O primeiro deles foi o eixo entre o motor e a transmissão, que frequentemente quebrava. A transmissão era a original do M41, que operava com motor a gasolina, com níveis menores de vibração que o novo motor a diesel instalado no blindado. Isso causava dores de cabeça nas tripulações dos blindados e sempre causava danos nos sistemas,  deixando uma grande quantidade de veículos indisponíveis. Outro problema vinha do alongamento da parte traseira do blindado, que mudou a ponto de gravidade do blindado, acarretando desgaste acentuado das lagartas. Ambos os problemas nunca foram resolvidos.

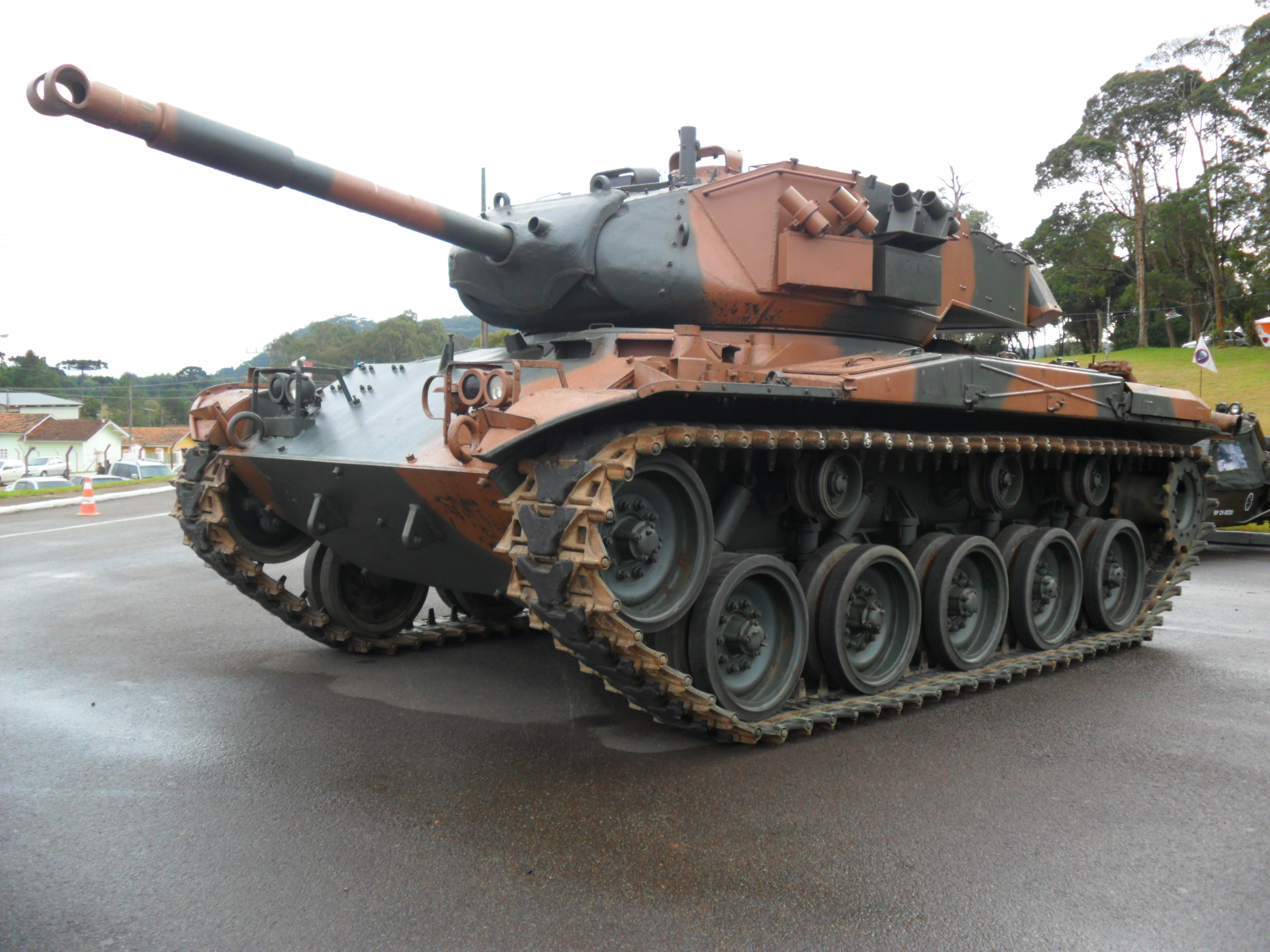
M41C Caxias

Muitos blindados do Exército Brasileiro foram passados para o padrão M41B, mas logo foi visto que o padrão não atendia todos os requisitos do Exército, então foi proposta uma nova modificação no modelo do blindado, chamado M41C Caxias. Houve várias alterações no Caxias, entre elas, foram instalados sistemas ópticos de fabricação nacional, melhoria das blindagens frontais, substituição das lagartas por um modelo fabricado pela Novatração Artefatos de Borracha S/A, a colocação de saias laterais no blindado, instalação de lança-granadas fumígenas, a colocação de vários compartimentos na parte traseira da torre, substituição do sistema elétrico e broqueamento do canhão original para o novo calibre 90mm.
A ideia original da Bernardini era a utilização do canhão de 90mm Cockerill Mark IV, de projeto belga fabricado sobre licença pela Engesa e usado nos EE-9 Cascavel e no X1A2 Carcará - dois blindados M41B receberam este canhão para testes - porém a ideia foi abandonada. Vislumbrou-se uma opção mais barata do que comprar canhões novos para os M41, que era a modificação os canhões M32, originais, de 76mm para 90mm, recalibrando o tubo e a câmara do canhão, podendo usar a mesma munição 90mm do Cascavel, adotado como padrão pelo Exército, que também estava começando a usar munição APFSDS, também no calibre 90mm. Os canhões de 76mm originais eram maiores em comprimento que os Cockerill, do Cascavel, então, o canhão era cortado para que ficasse do tamanho do Cockerill, após testes de emprego do material observou-se que o comprimento do tubo não afetava o funcionamento do canhão. Podem ser encontrados blindados com os dois tamanhos de canhão. O canhão era encamisado e depois broqueado para a munição 90mm, porém, esta operação rendeu muitos problemas, um deles era que, em alguns canhões, uma parede do cano era mais grossa que a outra, o que é comum de se encontrar ainda nos M41C do Exército. Outro problema não resolvido foi o sistema extrator de gases, que não funcionava muito bem, enchendo a torre de gases provenientes dos disparos e dificultando o trabalho da tripulação. Na verdade, a modificação do canhão para 90mm não o fez melhor, e sim pior que o 76mm original, pois só foi levado em conta o tipo e não a eficácia da munição que iriam empregar, a de 90mm fabricada no Brasil e a de 76mm importada.  Apesar do M41C ser um pouco mais lento que a versão original, a troca do motor a gasolina para uma a diesel aumentou seu raio de ação de 110 para 550 km.
O kit de modernização era projetado para ser levado para exportação, porém não deu certo, por causa da crise no setor da defesa, que aconteceu no fim dos anos 80 e início dos anos 90, que acabou com muitos projetos e empresas bélicas no país. O kit da Bernardini também se mostrou inferior a outros kits vindos principalmente da Europa e dos EUA. O kit da Bernardini foi levado para testes na Dinamarca, porém o blindado que estava fazendo a demonstração para o Exército Dinamarquês se acidentou quando se chocou contra um obstáculo e acabou provocando danos na suspensão dos dois lados, tendo que ser rebocado por um Leopard 1 e recuperado pelo próprio pessoal da Bernardini e continuando a demonstração, o blindado trazido de volta para o Brasil, uma vez que o blindado não era da Bernardini, e sim do Exército Brasileiro. Porém, o kit da Bernardini foi usado em blindados M41A3 uruguaios, porém o canhão não é o M32 modificado, e sim o Cockerill Mk IV, de 90mm.
Com a experiência adquirida na modernização dos M41, a Bernardini desenvolveu um Carro de Combate denominado Tamoyo, derivado diretamente do M41.

### Chile

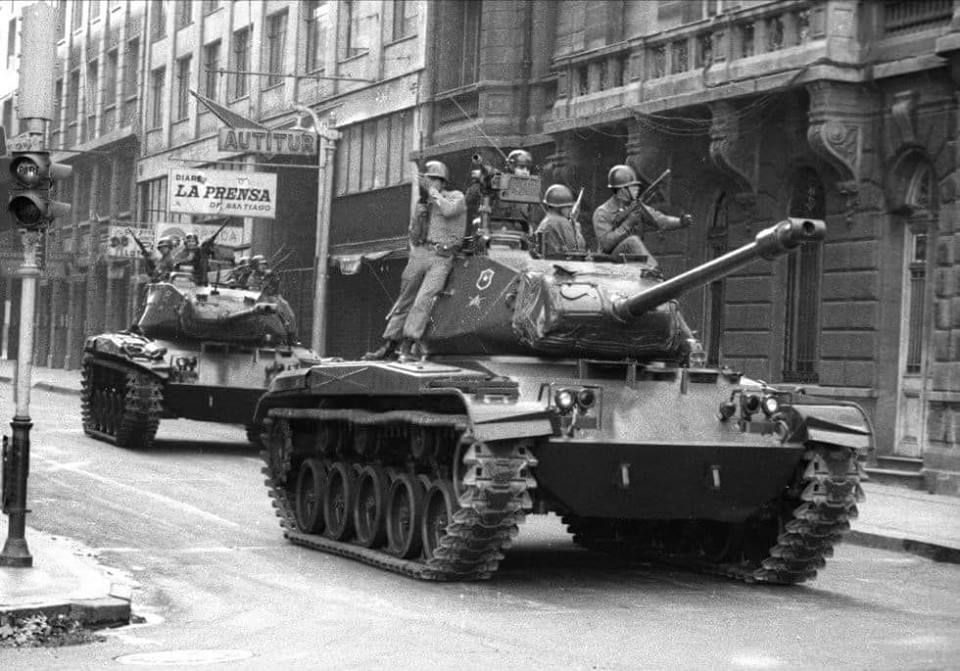
M41 do Exército do Chile durante o Golpe de Estado de 1973

No ínterim do Programa de Ajuda Militar (MAP) dos EUA, o Chile recebeu 17 carros de combate M41A1 em 1963. Posteriormente, foram recebidos 47 M41A3, completando o pedido chileno de 60 viaturas. O Exército do Chile criou unidades blindadas que operavam com 30 viaturas M41 e 30 VBTP M113, além de duas viaturas de socorro M578.
Estas viaturas foram utilizadas por militares rebelados contra o governo de Salvador Allende, tanto no chamado Tanquetazo quanto no Golpe de Estado no Chile em 1973, em particular durante este último, sendo utilizados no assalto contra o Palácio de La Moneda. Durante o Conflito de Beagle, nove M41 foram implantados em Punta Arenas.

### Cuba

#### Invasão da Baía dos Porcos
Durante o prelúdio para a Invasão da Baía dos Porcos, a Central Intelligence Agency (CIA) propôs a criação de um pelotão de carros de combate composto por exilados anticomunistas para apoiar a incursão da Brigada 2506 e subsequente tomada de locais estratégicos em Cuba prováveis de serem defendidas por blindados, majoritariamente carros de combate T-34-85, de produção soviética. Para isso, a CIA adquiriu cinco carros de combate M41 da reserva da US Army e os destinou para este fim. Instrutores americanos treinaram as futuras tripulações cubanas em Fort Knox, em março de 1961, os ensinando direção e noções básicas de disparos. As viaturas foram transportadas a costa cubana por uma lancha de desembarque em 17 de abril, quando foram utilizados como apoio de infantaria em um assalto anfíbio de armas combinadas em Playa Girón. Devido a falta de apoio aéreo adequado, os M41 brigadistas chegaram a praia sob fogo pesado de aeronaves cubanas, porém, todos os blindados conseguiram avançar pela praia intactos. Imediatamente, as viaturas atacaram um aeródromo local, infligindo pesadas baixas entre os defensores cubanos, dos quais não contavam com armas anticarro adequadas. As milícias cubanas organizaram um imprudente contra-ataque com um único batalhão, no qual foi aniquilado pelos carros de combate e morteiros brigadistas em um engajamento lembrado em Cuba como o "Massacre do Batalhão Perdido".
Apesar dos exilados terem desembarcado em vários locais, como a Playa Girón era o ponto mais longínquo do interior, o presidente cubano Fidel Castro ordenou que as forças armadas se concentrassem em atacar os brigadistas naquele local. Quatro batalhões de infantaria e duas companhias de carros de combate T-34-85, com as ordens de retomar o aeródromo e a cabeça de praia, porém, suas transmissões de rádio foram interceptadas pelos exilados, possibilitando a eles planejarem suas defesas. As forças cubanas executaram um bombardeio de artilharia em Playa Girón por volta da meia-noite, em seguida, avançando em direção à vila pela estrada, com os T-34-85 liderando. Três M41 tomaram posições diretamente opostas à encruzilhada nas proximidades da praia, abrindo fogo na coluna blindada de curta distância. Pelo menos dois T-34-85 foram destruídos inicialmente, com um terceiro neutralizado por danos nas lagartas e um quarto foi capturado intacto pelos rebeldes, com sua tripulação sendo rendida. Os M41 conseguiram abater vários outros T-34-85 que ficaram presos na estrada estreita e em gargalos devido às dificuldades que suas tripulações encontraram para contornar os destroços das viaturas cubanas destruídas. Porém, o sucesso foi curto: a inesperada resistência pesada encontrada pelos cubanos asseguraram que até a garantiu que até tarde seguinte, todas as tripulações dos M41 tivessem esgotado suas munições.
A certo ponto, o secretário de defesa americano Robert McNamara propôs o uso de navios da Marinha dos Estados Unidos (US Navy) nas proximidades para enviar outras oito viaturas M41 e munição associada para apoiar os exilados; porém, sem suprimentos ou apoio aéreo, a Brigada 2506 não conseguiu segurar suas posições contra os constantes ataques cubanos, sendo derrotados. Os M41 sobreviventes foram abandonados na Playa Girón após o fim da invasão. Cuba doou uma das viaturas à União Soviética, sendo analisado pelos soviéticos e exibido no Museu de Blindados de Kubinka, em Moscou. Outra viatura M41 está exibida no Museu de Playa Girón.

### Espanha

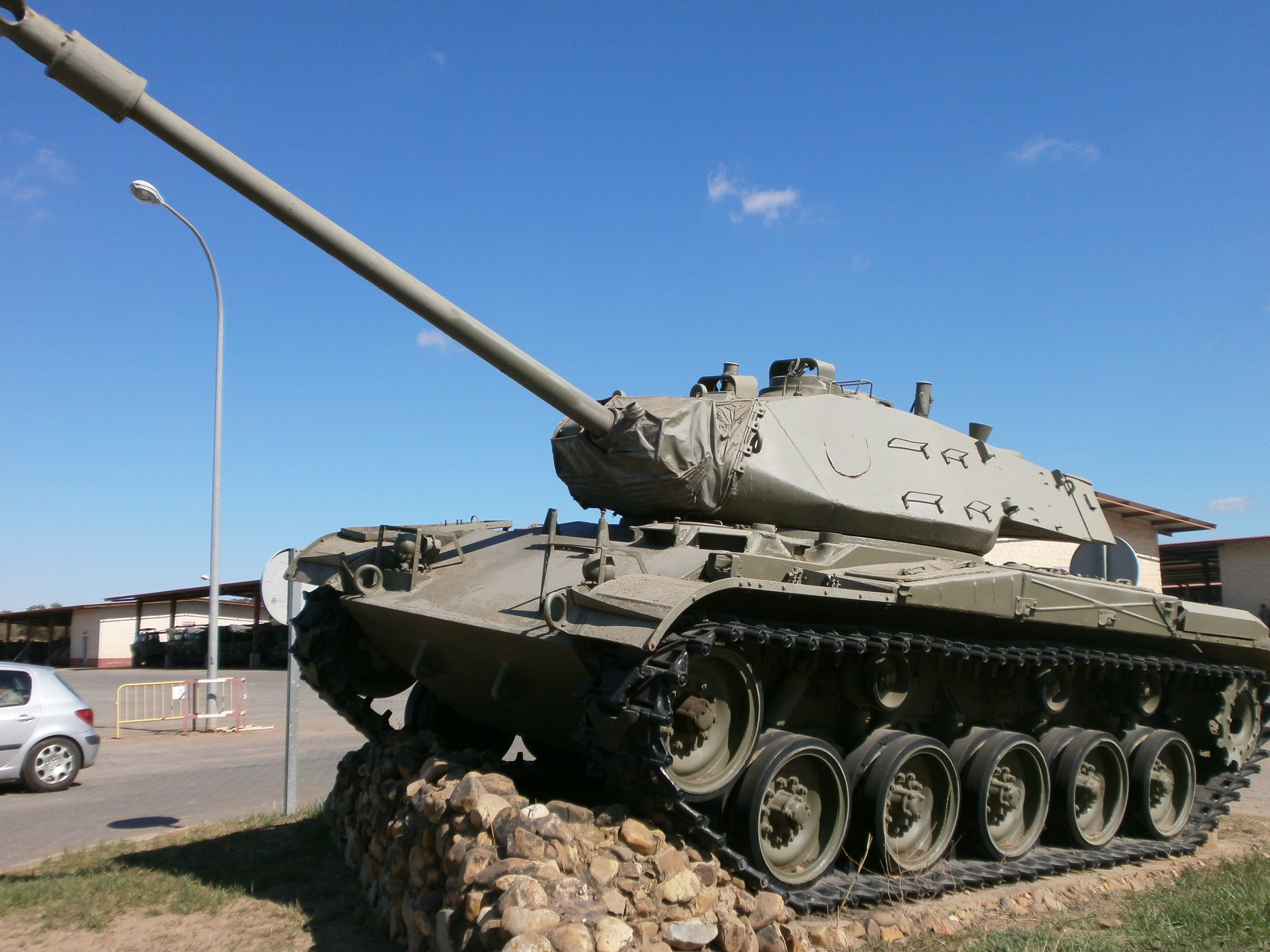
M41A3 espanhol

Em 1953, o governo espanhol assinou acordos militares com os Estados Unidos, com carros de combate M41 excedentes dos EUA sendo entregues à Espanha até os anos 60, visando substituir os carros de combate M24 Chaffee empregados nas unidades de cavalaria espanholas. Se calcula que foram entregados de 160 à 180 viaturas, majoritariamente M41A3. Estas viaturas foram operadas, em sua maioria, por unidades de cavalaria, sendo também enviados para unidades de reconhecimento de infantaria. Os M41 foram operados por muitos anos, sendo substituídos nas unidades de cavalaria por carros de combate franceses AMX-30E. As últimas unidades do M41 serviram na Academia de Cavalaria de Valladolid, sendo aposentados em 1991. Após sua aposentadoria, dois exemplares foram preservados no Museu de Tanques de El Goloso.
Nos anos 70, a empresa espanhola Automóviles Talbot S.A. apresentou uma oferta para modernização das viaturas M41, padronizando-as com outras viaturas operadas pelo Exército da Espanha, incluindo modificações nos motores, comunicações e armamento. Outra proposta, a CAF apresentou um projeto de modernização do M41, o M41/60E, armando a viatura com um canhão israelense de 60mm. Entre as propostas de modernização, se destacava o M41 E TUA "Cazador" (Caçador) ou M41 HAKO, uma variante proposta pela Talbot com sua torre original substituída por um lançador de mísseis anticarro Euromissile HOT ou Raytheon BGM-71 TOW. O Exército da Espanha recusou todas as propostas.

### Líbano
Em 1958, Exército Libanês recebeu 40 a 50 carros de combate M41A3 dos EUA, substituindo a frota de carros de combate médios Sherman Firefly e carros de combate leve franceses Hotchkiss H35 e Renault R35, ambos utilizados durante a Crise do Líbano de 1958. Os M41 libaneses foram extensivamente empregados durante a Guerra Civil Libanesa pelo Exército Libanês e por vários grupos armados dentro e fora de Beirute entre 1975 a 1977, após o colapso da estrutura das Forças Armadas Libanesas em janeiro de 1976. Durante esse período, maioria das viatura M41 caiu nas mãos das milícias da Frente Libanesa e do Movimento Nacional Libanês ou foram tomados por facções dissidentes do Exército Libanês. Viaturas M41 capturadas foram empregados pelo Exército Árabe do Líbano, Exército do Líbano Livre, Forças Regulatórias do Kataeb, Milícia Tigres  e pelo Exército Popular da Libertação. Quase todas as viaturas foram devolvidas pelas milícias para o Exército Libanês entre 1977 a 1978 e se mantiveram em serviço durante a Guerra da Montanha em 1983-1984, sendo aposentadas e substituídas por carros de combate principais M48A1 e M48A5 Patton adquiridos dos EUA e Jordânia.

### Nova Zelândia

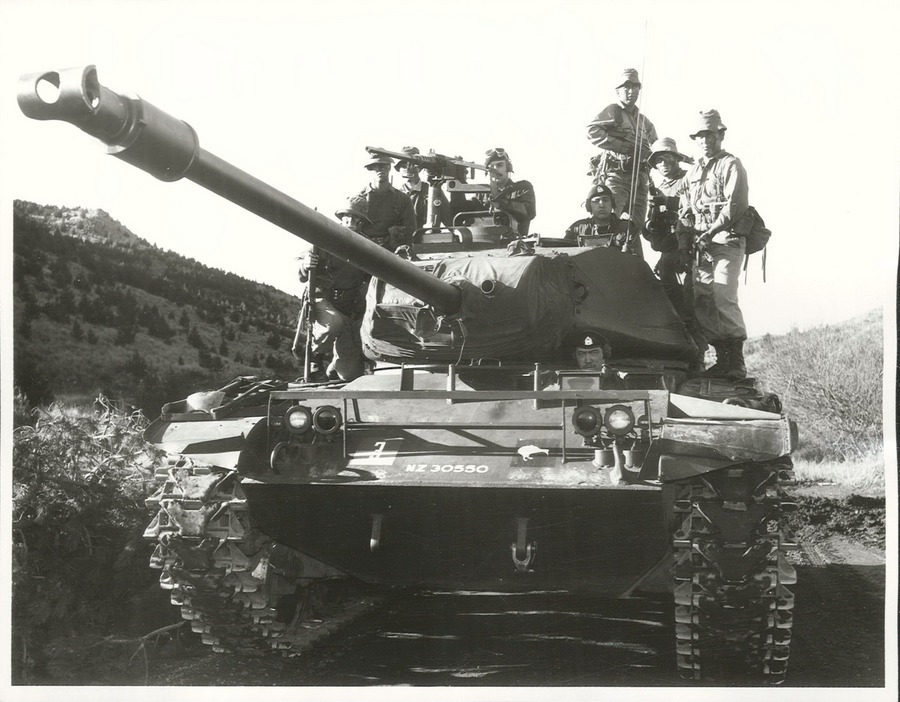
M41 do Exército Neozelandês

Em 1960, o Real Corpo Blindado da Nova Zelândia adquiriu dez carros de combate M41 dos EUA, para substituir os obsoletos carros de combate britânicos Valentine, que haviam herdado dos Exército Britânico após a Segunda Guerra Mundial. Como resultado da adoção do M41 e a aposentadoria das viaturas Valentine, a organização do corpo blindado neozelandês foi alterada, de dois esquadrões blindados para um único esquadrão de cavalaria, consistindo de viaturas M41 e VBTP M113. A decisão de adquirir os novos carros de combate foi feita em 1959 e isso permitiu que técnicos do Exército Neozelandês fossem enviados aos EUA com bastante antecedência e recebessem o treinamento de familiarização necessário em Fort Knox antes que as viaturas chegassem à Nova Zelândia. Após a aceleração dos compromissos militares norte americanos com o Vietnã, o General Maxwell D. Taylor sugeriu que os M41 neozelandeses fossem enviados para apoiar operações aliadas. A proposta foi recusada, com a Austrália oferecendo o envio de carros de combate principais Centurion.
Em 1978, os M41 neozelandeses não eram mais considerados economicamente viaveis devido a sua idade, bem como o orçamento inadequado para manter sua manutenção. O Ministério da Defesa neozelandês argumentou que um carro de combate leve, mas barato, era necessário. Em 1983, os M41 foram descomissionados e substituídos por viaturas FV101 Scorpion. Somente uma viatura foi mantida em condições operacionais, sendo doada para o Museu Nacional do Exército.

### Taiwan

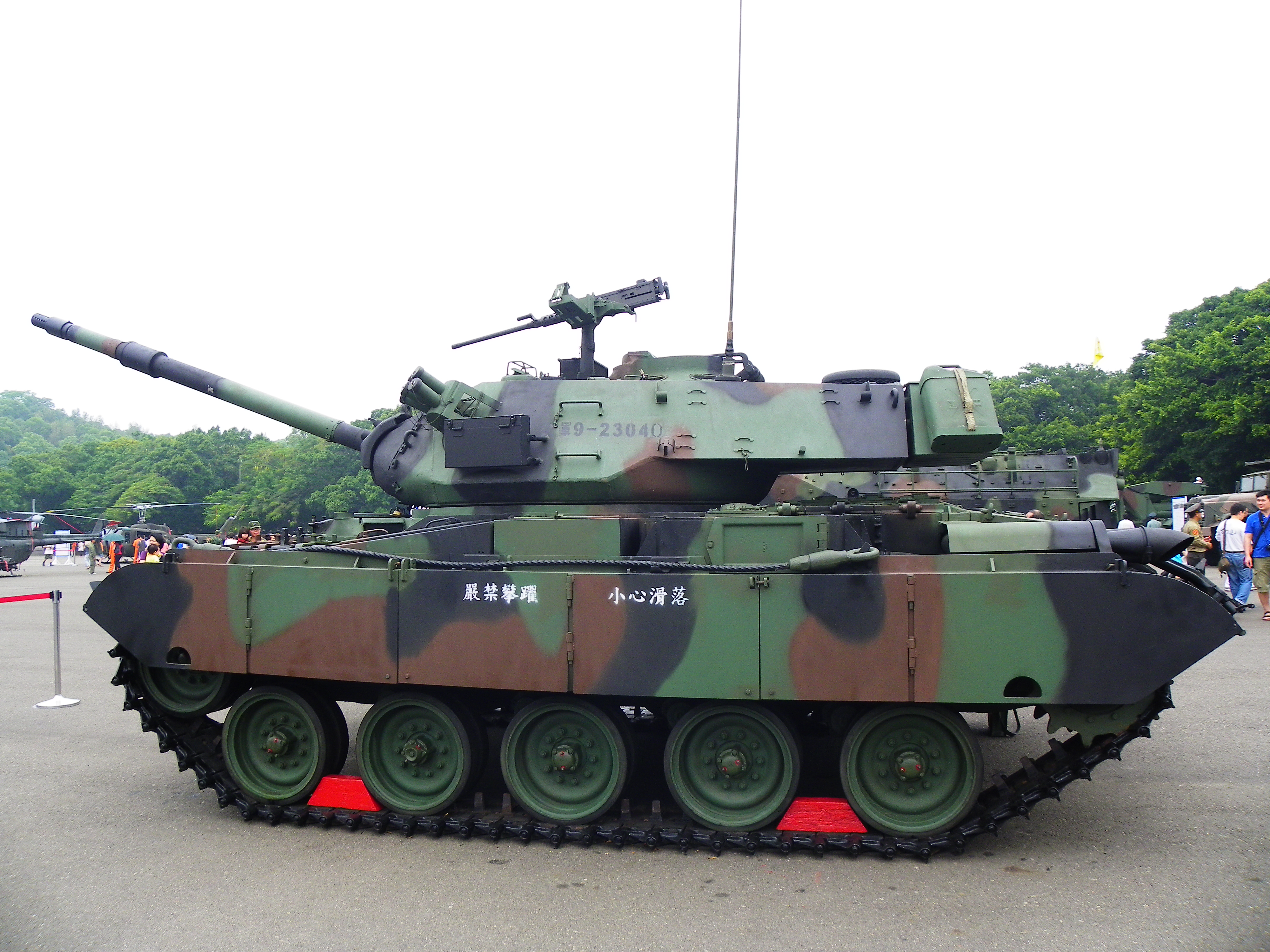
M41D taiwanês

Taiwan começou a receber carros de combate M41A3 como apoio militar dos EUA em outubro de 1958. O Exército da República da China (ROCA) e o Corpo de Fuzileiros Navais da República da China (ROCMC) contou com 700 M41 em várias configurações em seu serviço em Taiwan. O M41 foi a espinha dorsal das forças blindadas da ROCA e ROCMC dos anos 60 aos anos 90, com maioria das unidades sendo retiradas de serviço durante os anos 90.
As viaturas que se encontravam em unidades de linha de frente receberam grandes modernizações e redesignados como M41D, com os M41A3 não modernizados sendo relegados a unidades de treinamento e reserva. Em 2020, somente 17 M41A3 estavam em serviço, com mais 50 M41D sendo operados em companhias mecanizadas. Em fevereiro de 2022, a ROCA anunciou a aposentadorias das viaturas M41A3, com as viaturas M41D as substituindo.

### Uruguai
O Uruguai embarcou em uma significativa campanha de revitalização de sua cavalaria em 1982, com a aquisição de 20 viaturas blindadas leves belgas FN-4RM/62F e 22 carros de combate leve M41A1 da Bélgica, com a intenção de substituir as viaturas M3 Stuart. Os carros de combate sofreram um trabalho de modernização antes de sua exportação, incluindo a instalação de novas placas de blindagem por uma firma terceirizada alemã, a troca do armamento da torre por um canhão raiado de 90mm belga Cockerill Mk.IV e uma metralhadora coaxial FN MAG, de 7.62mm OTAN. O novo canhão poderia disparar munições alto explosivo, anticarro (HEAT) e alto explosivo, cabeça deformável (HESH). Estas viaturas foram inicialmente designadas como M41U, porém, após modificações nos motores feita pela firma brasileira Bernardini, foram redesignadas como M41UR.
Em 2018, o Exército Brasileiro doou 25 carros de combate M41C Caxias que se encontravam estocados no Parque Regional de Manutenção da 3ª Região Militar para o Exército Uruguaio. Dessas viaturas, 15 foram recuperadas e outras 10 foram desmontadas para serem utilizadas como peças de reposição para a frota uruguaia.

### Vietnã do Sul

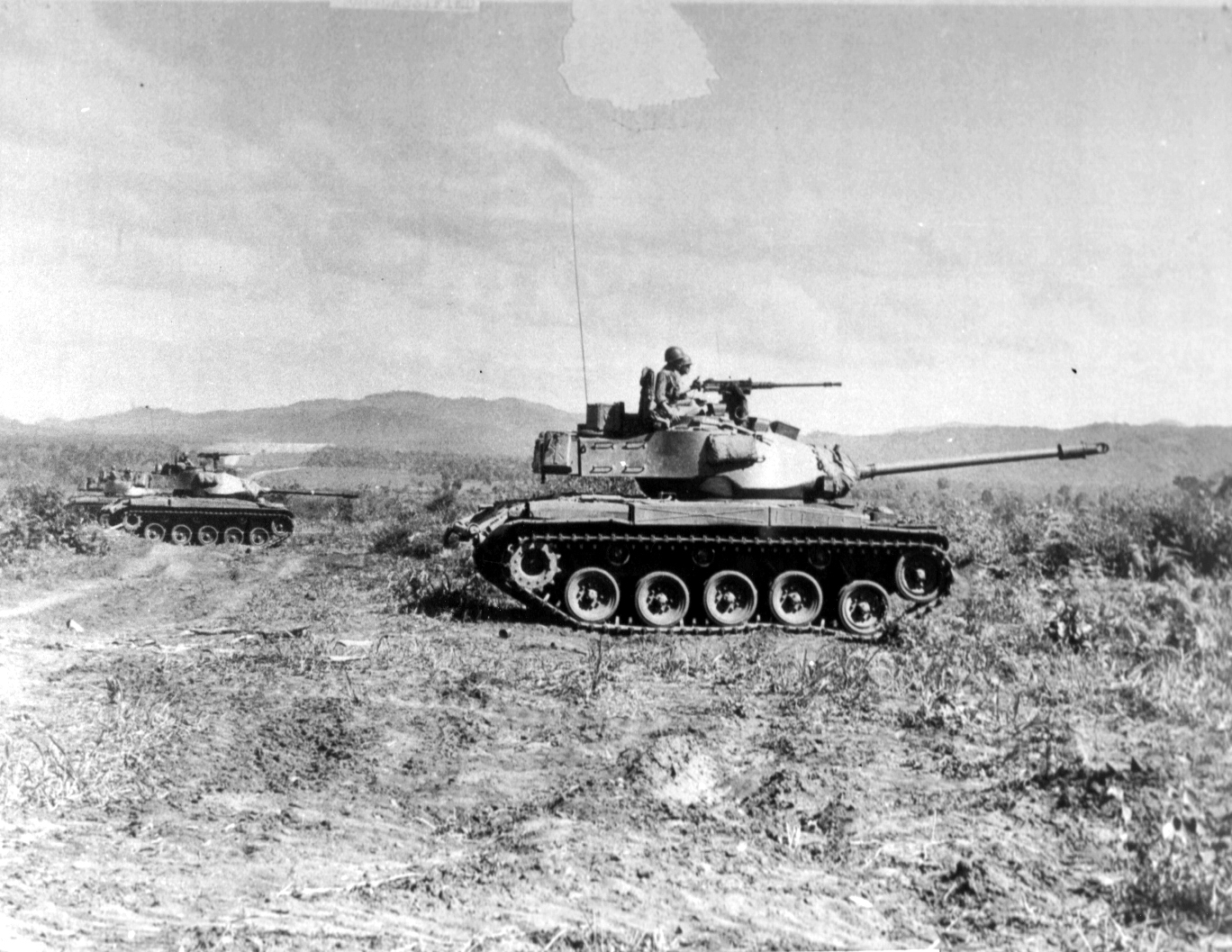
M41 sul-vietnamitas durante uma manobra de treinamento

O corpo blindado do Exército da República do Vietnã (ARVN) tem suas raízes no corpo blindado colonial estabelecido pela Indochina Francesa em 1950 e equipado com carros de combate leves M24 Chaffee e M5 Stuart. Ao longo dos anos 50 e início dos anos 60, os blindados sul-vietnamitas não foram utilizados em manobras ofensivas e muitas vezes estava inutilizáveis devido a problemas logísticos e obsolescência. Com a formação do Comando de Assistência Militar para o Vietnã (MACV) em 1962, a influência dos EUA na doutrina sul-vietnamita cresceu; todas as unidades blindadas foi reorganizadas e padronizadas com base nos regimentos de cavalaria norte americanos. Adidos militares americanos também fizeram uma tentativa de reformar a frota de M24 sul-vietnamitas, mas encontraram problemas de abastecimento com o estoque cada vez menor de peças para o M24 no Exército dos EUA, na qual haviam sido desmanteladas, vendidas ou doadas para outros países. Os adidos americanos providenciaram que os motores dos M24 sul-vietnamitas fossem enviados periodicamente para o Japão para serem revisados, porém, isso não foi considerado nem prático e nem economicamente viável no longo prazo.
Em meados de 1964, como parte de um extenso esforço de modernização do equipamento da ARVN, a MACV propôs que o corpo blindado sul-vietnamita fosse aumentado para cinco esquadrões. Entre janeiro e abril de 1965, todos os M24 da ARVN foram aposentados ou cedidos à Força Aérea da República do Vietnã (RVNAF) e sendo substituídos por carros de combate leves M41A3. O M41 se provou extremamente popular com as tripulações da ARVN, nas quais geralmente eram de menor estatura que as tripulações americanas e não viam como problema o diminuto espaço interno da viatura. Os M41 da ARVN teve seu primeiro destacamento em combate menos de um ano depois, tendo um papel fundamental na supressão da Revolta Budista de 1966. As viaturas eram majoritariamente utilizadas em ações de apoio à infantaria em combate urbano, especialmente em Da Nang.
17 carros de combate M41 da ARVN foram enviados para o Laos como parte da Operação Lam Son 719, entre fevereiro a março de 1971, esta sendo uma incursão transfronteiriça abortada para interromper as linhas de abastecimento estratégicas do Exército Popular do Vietnã (PAVN) e dos Vietcongues. As viaturas deveriam coordenar suas ações com várias unidades aeromóveis e paraquedistas da ARVN, dos quais seriam destacadas no local. Essa ofensiva logo foi detida por um batalhão de cavalaria da PAVN, equipada com carros de combate T-54 e PT-76 tentando tomar uma das zonas de lançamento designadas da ARVN. No primeiro engajamento blindado da Guerra do Vietnã, os M41 contra-atacaram e afirmaram ter destruído seis T-54 e 17 PT-76. Cinco M41 e 25 VBTP foram destruídos nesse combate, majoritariamente contra minas anticarro e lança rojões. Porém, a PAVN continuou a se reagrupar e contra-atacar ao longo da semana seguinte, forçando que as unidades sul-vietnamitas abandonassem a zona de lançamento e se retiraram mais ao sul. A falha em manter uma retirada coesa fez que unidades de infantaria e unidades mecanizadas fossem pegas sem apoio blindado e fossem cortadas e cercadas por viaturas da PAVN.

## Variantes

### Variantes Originais
- M41: Variante padrão, produzido de 1951 à 1952.[14] Armado com um canhão raiado de 76mm M32/T91E3 em uma montagem M76/T138E1, carregando 57 tiros de 76mm.[6] O giro da torre era conduzido por um sistema elétrico com relé pulsante. A viatura era propelida por um motor Continental AOS-895-3, a gasolina.[1]
- M41A1: Substituiu o M41 como variante de produção.[6] Recebeu um sistema de giro da torre hidráulico com backup manual em 1953.[6][7] Armado com um canhão raiado de 76mm M32A1 em uma montagem M76A1, carregando 65 tiros de 76mm.[6]
- M41A2: Uma variante melhorada do M41A1 incorporada em 1956, equipada com um motor Continental AOS-895-5, injetado, a gasolina.[7] O M41A2 também é equipado com comando de giro de torre para o comandante da viatura e engrenagem "pinhão" de elevação do canhão.[6]
- M41A3: Unidades do M41A1 com motor antigo substituído pelo motor injetado Continental AOS 895-5.[7]

### Variantes Derivadas
- M42 Duster: Variante anti aérea baseado no chassis e casco do M41, armada com dois canhões Bofors 40mm;[70]
  - Type 64: Viatura construída pelo Exército da República da China, consistindo do chassis e casco do M42 com uma torre da viatura caça-tanques M18 Hellcat. 50 unidades produzidas.[71]
- M44: Obuseiro autopropulsado baseado no chassis do M41, armado com um obus M45 de 155mm L/24;[72]
- M52: Obuseiro autopropulsado baseado no chassis do M41, armado com um obus M49 de 105mm L/24;[73]
- QM41: Modelo não tripulado da Marinha dos Estados Unidos, equipado com um mecanismo de controle remoto e empregado como alvos para testes de armas.[1]

### Variantes Modernizadas
- M41 105: Modernização feita pela empresa americana Cadillac Gage. A viatura consistia do casco do M41 equipada com a torre completa do carro de combate leve Stingray, armada com um canhão de 105mm britânico Royal Ordnance L7 LRF. Esse protótipo foi testado visando um potencial mercado para modernizar viaturas M41 preexistentes, porém, nenhum país adotou essa modernização.[2][74]
- M41B: Modificação feita pela Bernardini para o Exército Brasileiro.[5] Equipada com um motor Scania DS14A 04, 8-cil, a diesel, desenvolvendo 410 cv (302 kW).[5] Também houve modificações no casco da viatura, para acomodar o novo motor.[75] Duas unidades receberam canhões belgas Cockerill Mk.IV, de 90mm.[76]
- M41C Caxias: Modificação feita pela Bernardini para o Exército Brasileiro.[5] Além das modificações feitas no M41B, a viatura recebeu um canhão raiado de 90mm M32BR2, modernização das lagartas, colocação de sais laterais para proteção das lagartas, melhorias na blindagem frontal, instalação de novos sistemas ópticos, a colocação de vários compartimentos na parte traseira da torre, substituição do sistema elétrico e a instalação de lançadores de granadas fumígenas.[32]
- M41D: Modernização feita pelo Exército da República da China, equipada com um motor a diesel Detroit Diesel 8V-71T, a diesel, aumentando seu alcance para 450 km.[6] A torre foi modificada com um canhão raiado de 76mm M32K1, produzido localmente, equipado com novo extrator de fumaça e freio de boca.[6] Também foi equipado com uma nova metralhadora coaxial Type 74, em 7.62 NATO, novo sistema de controle de fogo (com sistemas de visão térmica) e blindagem reativa.[6]

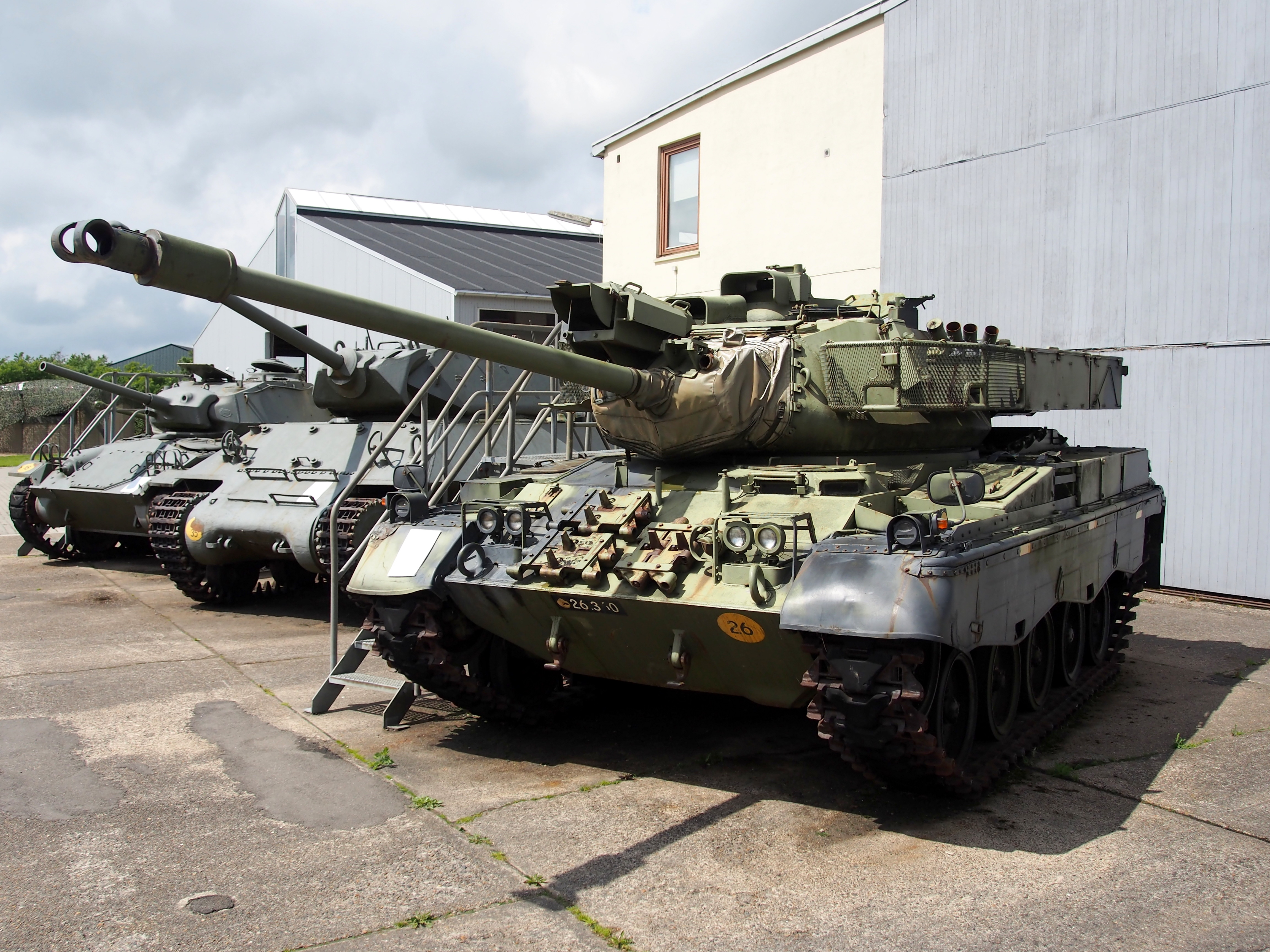
M41DK-1 do Exército Real Dinamarquês

- M41DK-1 do Exército Real DinamarquêsM41DK-1: Modernização feita pelo Exército Real Dinamarquês, equipada com um motor a diesel Cummins VTA-903TR, sistema de guerra NBC, mira térmica integrada a um periscópio noturno, saias laterais, para proteção das lagartas e modificações do canhão de 76mm M32.[2]
- M41E: Modernização feita pelo Exército da Espanha, equipada com motor a diesel Detroit Diesel 8V-71T, desenvolvendo 405 cv (300 kW), aumentando o alcance da viatura para 482 km.[5]
- M41GTI: Modernização feita pela firma alemã GLS para o Exército Real Tailandês, equipada com um motor a diesel MTU MB 833 Aa501, desenvolvendo 448 cv (330 kW), aumentando o alcance da viatura para 600 km.[5] A viatura foi equipada com um sistema de controle de tiro digital MOLF 41, com sistema de visão térmica e telêmetro a laser, bem como uma metralhadora coaxial Heckler & Koch HK21.[5]
- M41 HAKO: Modificação feita pelo Exército da Espanha, removendo a torre do M41 e instalando um lançador de mísseis anticarro HOT.[77]
- M41 LCTS 90: Modernização feita pela empresa belga Cockerill. A viatura consistia do casco do M41 modificado, equipado com a torre LCTS, da Cockerill, armada com um canhão de 90mm belga Cockerill Mk.7. Nenhum país adotou essa modernização.[78]
- M41U: Modernização feita na Bélgica para o Exército Uruguaio, armado com um canhão de 90mm belga Cockerill Mk.IV e uma metralhadora coaxial FN MAG, de 7.62mm OTAN, além de modificações na torre e melhoras na blindagem.[30][16]
- M41UR: Modernização feita pela Bernardini e a ITC para o Exército Uruguaio. Consistia na instalação do motor Scania DS14EX1, 8-cil, a diesel em viaturas M41U, além de modificações estruturais no casco.[33]
- Nimda M41: Modernização feita pela empresa israelense Nimda para exportação, equipada com um motor a diesel Detroit Diesel 8V-71T e um sistema de controle de tiro Astronautics FCS-53, de produção israelense.[79]

## Operadores

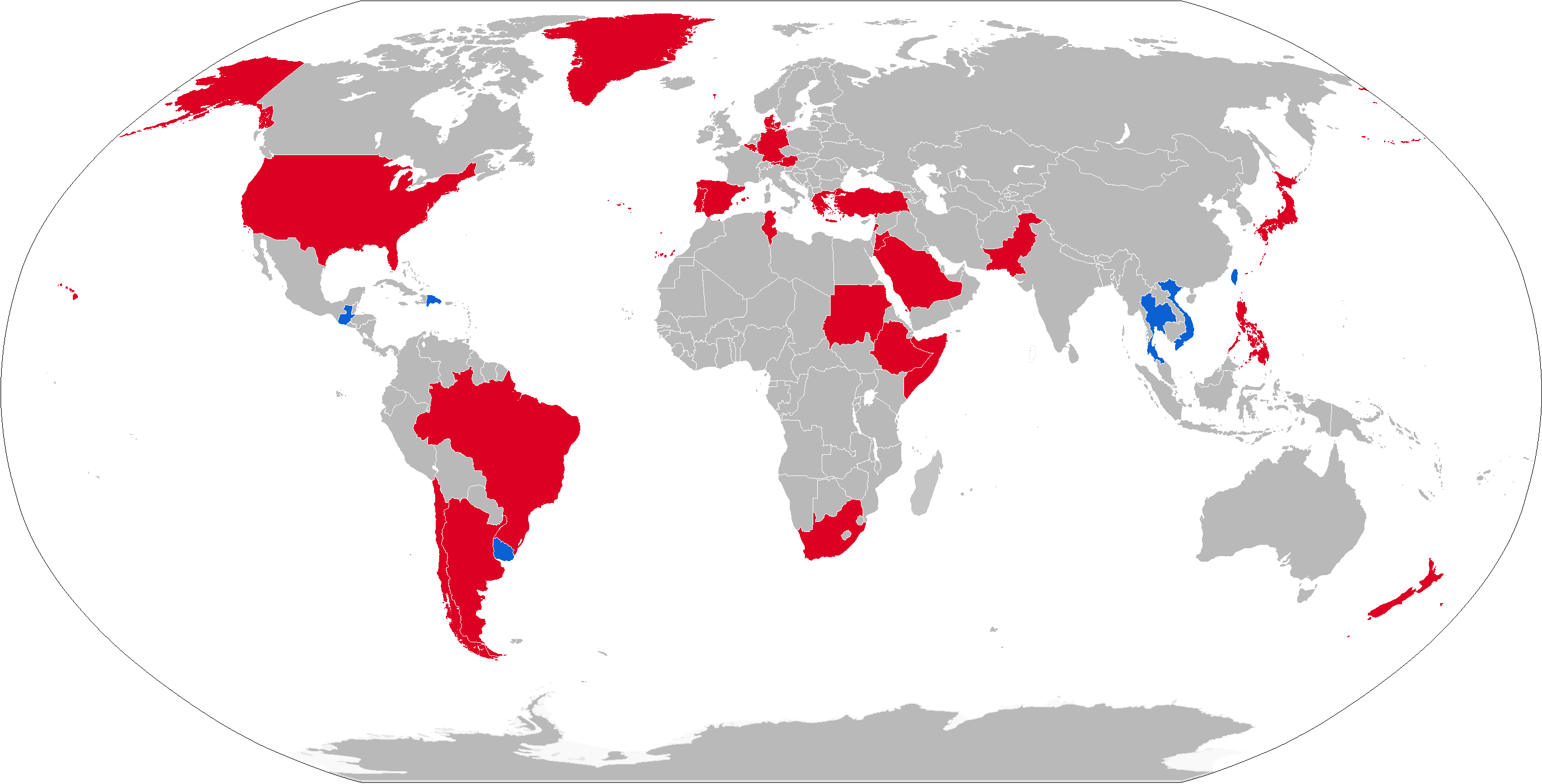
Operadores antigos em vermelho, atuais operadores em azul

### Operadores Atuais
- Guatemala: 10;[6][80]
- República Dominicana: 10 M41A1 (de 12 unidades originais);[6][81]
- Taiwan: 50 M41D;[6]
- Uruguai: 47 (22 M41UR e 25 M41C Caxias);[6][67][66]
- Vietname: Em reserva,[82] capturados ou herdados do Vietnã do Sul;[1]

### Antigos Operadores
- África do Sul: 1 unidade confirmada, presumivelmente para testes;[24]
- Alemanha Ocidental: 50;[26]
- Arábia Saudita: 60
- Argentina: 5, em empréstimo dos EUA, todas as viaturas foram devolvidas;[30]
- Áustria: 42;[83]
- Bélgica: 135;
- Brasil: 368;[84]
- Chile: 60;[6]
- Dinamarca: 53;[85]
- Espanha: 245
- Estados Unidos[14]
- Etiópia: 54;[86]
- Filipinas: 7;[87]
- Japão: 147;[4]
- Líbano: 50;[51]
- Nova Zelândia: 10
- Paquistão: 50;
- Portugal;[77]
- Somália: 10[6]
- Sudão: 53; doados pela Arábia Saudita em 1981;[77]
- Tailândia: 200;[6]
- Tunísia: 102;
- Turquia: 100;
- Vietnã do Sul: 350

### Operadores Não Estatais
- Brigada 2506: 5; todos destruídos durante a Invasão da Baía dos Porcos;[39][41]
- Exército Árabe do Líbano: Apreendidos dos estoques do Exército Libanês;[52]
- Exército do Líbano Livre: Apreendidos dos estoques do Exército Libanês;[53]
- Forças Regulatórias do Kataeb: Apreendidos dos estoques do Exército Libanês;[55][54]
- Mílicia Tigres: Apreendidos dos estoques do Exército Libanês;[54]
- Exército Popular da Libertação: Apreendidos dos estoques do Exército Libanês.[56][54]

#### Viaturas de emprego, era e performance comparável
- AMX-13
- SK-105 Kürassier